# Leptotarsus (Aurotipula) clarus
Leptotarsus (Aurotipula) clarus is een tweevleugelige uit de familie langpootmuggen (Tipulidae). De soort komt voor in het Australaziatisch gebied.